# ونیتی
ونیتی (به انگلیسی: Vaniity)(زاده ۲۶ ژوئیهٔ ۱۹۷۳) بازیگر پورنوگرافی مکزیکی است.
او یک زن ترنس است.